# Bank Robotników
Bank Robotników (niem. Polnische Arbeiterbank e.G.m.u.H.) – bank założony przez Polaków w Niemczech w 1917 roku w Bochum. Posiadał kilka filii w Berlinie oraz w kilku innych miejscowościach. Siedziba banku znajdowała się w Bochum przy Klosterstr. 2.